# Kollokation (Konkursrecht)
Die Kollokation ist im schweizerischen Konkursrecht ein Vorgang (geregelt in Art. 244 ff. SchKG), in dem alle Konkursforderungen aller Konkursgläubiger gesammelt und nach Priorität geordnet werden. Zu diesem Zweck wird ein sog. Kollokationsplan erstellt. In diesen werden sämtliche von den Konkursgläubigern angemeldeten Forderungen nach ihrer Konkursklasse eingeordnet.
Der Kollokationsplan wird beim Konkursamt aufgelegt und unterliegt der Anfechtung durch Kollokationsklage (Art. 250 SchKG) oder Beschwerde, da zum Beispiel die Aufnahme bestrittener Forderungen oder die Einordnung in eine zu hohe/zu tiefe Konkursklasse die Realisierbarkeit der eingegebenen Forderungen (Erlös aus der Verwertung der Konkursmasse) gefährdet.
Ein Kollokationsplan wird nötigenfalls im Übrigen auch in der Spezialexekution erstellt.